# Mezdno delo
Mezdno delo je družbeni ekonomski odnos, pri katerem delavec svojo delovno silo oddaja v najem, s čimer jo ponuja kot blago. V zameno za to delovno silo dobi denarno plačilo oziroma mezdo (danes se bolj pogosto uporablja izraz plača), ki je lahko izražena v več oblikah; lahko je na primer izražena z urno postavko, lahko je postavljena glede na dan, teden ali mesec, lahko pa je tudi postavljena glede na posamezni izdelek (tako imenovana mezda od kosa). Ne glede na obliko mezde pa je zanjo ključno, da njene vrednosti ne določa delo, ki ga delavec opravi; nasprotno je referenca za mezdo vrednost delovne sile oziroma delovne sposobnosti mezdnega delavca. Ta razlika je za kapitalizem izrednega pomena, saj je ključna za obstoj presežne vrednosti

## Zgodovina mezdnega dela
Mezdno delo je prevladujoč produkcijski odnos postalo šele v kapitalizmu. To ne pomeni, da pred tem mezdno delo ni obstajalo; pomeni, da v večini primerov ni bilo mišljeno kot glavni vir osebnega dohodka. Primer mezdnega dela, ki je obstajalo že pred kapitalizmom, je dninarstvo, da so torej revni kmetje delali tudi pri bogatih kmetih (kulakih) v zameno za hrano ali denar. Dninar pa je običajno še vedno imel lastno kmetijo; dninarstvo je tako predstavljajo dohodek, ki je dopolnjeval delo na njegovi lastni kmetiji.
Razlog za drugačno vlogo mezdnega dela je v drugačnem lastništvu produkcijskih sredstev; natančneje, da je producent imel tudi produkcijska sredstva, ki jih je v prvi vrsti porabljal za kritje lastnih potreb. Blagovna menjava, ki je kljub temu med kmečkim prebivalstvom obstajala, ni mezdno delo; kmet je menjal lastno blago, ki ga je proizvedel z lastnimi produkcijskimi sredstvi.
Ločitev producenta od produkcijskih sredstev, ki je ključen pogoj za mezdno delo kot prevladujoč produkcijski odnos v družbi, se imenuje prvotna akumulacija kapitala; ta se je za razlastitev producentov posluževala tako nasilja (npr. pregona kmetov z njihove zemlje, ograjevanja javnih pašnikov in prisilna uvedba blagovnega gospodarstva z denarno rento) kot subtilnejših pristopov, kot na primer, da se je sprva položaj ročnih delavcev z uvedbo strojev izboljšal, na dolgi rok pa sta jih manufaktura in nato strojna produkcija spremenila v proletarce.

## Značilnosti mezdnega dela

### Osnovni pogoji za mezdno delo
Osnovni gradnik mezdnega dela je svobodni delavec, kar pomeni dvoje. Prvič: da je mezdni delavec osebno svoboden. Ta pogoj je izpolnjen, če delavec ni osebna lastnina nekoga drugega (v tem primeru bi bil suženj) ali če ni na kakršenkoli drug način vezan na drugega človeka (kot na primer tlačan, ki je vezan na fevdalca preko zemlje). Drugič: mezdni delavec ne sme biti zmožen sam realizirati svoje lastne delovne sile. Delovna sila je definirana kot delovna zmožnost; ta delovna zmožnost pa ni odvisna le od volje, spretnosti in fizične moči delavca, ampak so za delo potrebna tudi materialna oziroma produkcijska sredstva.
To tudi pomeni, da je drugi pogoj mezdnega delavca, da ta ne razpolaga z lastnimi produkcijskimi sredstvi, ampak je nasprotno njegova privatna lastnina omejena zgolj na njegovo lastno delovno zmožnost oziroma delovno silo. To ne pomeni, da mezdni delavec nima osebne lastnine, kot na primer obleke, hrane in strehe nad glavo; takšna osebna lastnina pa je iz vidika produkcijskega procesa nepomembna, zato tudi ne vpliva na njegov položaj v produkciji.
Ne-lastništvo produkcijskih sredstev ima za mezdnega delavca posledico, da se sam ne more preživljati, da ne more na primer sam proizvesti življenjskih potrebščin, ki jih potrebuje; ravno tako ne more proizvajati blaga, ki bi ga zamenjal za te življenjske potrebščine. Kljub temu pa mora mezdni delavec izpolnjevati osnovne življenjske potrebe; potrebuje na primer določeno količino hrane, obleko, streho nad glavo, pozimi se mora pogreti...
Ker nič od tega ne more sam producirati ali na drugačen način priskrbeti (preko blagovne menjave), mu tako ne preostane drugega, kot da svojo delovno sposobnost daje v uporabo nekomu drugemu, da torej lastno delovno silo oddaja v najem. Mezdno delo oziroma delovna sila s tem postane blago; splošno dostopna vsakomur, ki jo potrebuje in si jo lahko privošči, hkrati pa se brez posebnosti podreja zakonitostim blagovne menjave. Iz tega vidika je delovna sila enaka vsakemu drugemu blagu. Od drugega blaga pa se razlikuje po tem, da je njena uporabna vrednost (koristna lastnost) ustvarjanje nove vrednosti; ta uporabna vrednost je za cirkulacijo kapitala ključna.

### Mezdni delavec in kapitalist
Mezdni delavec je sam po sebi nesamostojen; poseduje delovno silo, ne pa tudi produkcijskih sredstev, ki so za dejanski potek produkcije nujna. Na drugi strani menjave pa je kapitalist, ki razpolaga z obilico produkcijskih sredstev, ki pa mu kot taka ne koristijo; potrebuje še živo delo (da upravlja s produkcijskimi sredstvi), saj v nasprotnem primeru ne bodo postala kapital.
Mezdni delavec in kapitalist sta pravno gledano enaka; zanje veljajo isti zakoni, oba k pogodbi pristopita prostovoljno. Navkljub pravni enakosti pa kapitalist in mezdni delavec nista v enakem položaju; za kapitalista je mezdno delo vprašanje osebne bogatitve, za delavca pa vprašanje preživetja. Kapitalist zaposluje delavca, da bo iz tega imel profit; delavec sprejme zaposlitev, ker na drugačen način ne more pridobiti sredstev za zadovoljitev lastnih (osnovnih) potreb.
Nadalje ima kapitalist večjo pogajalsko moč, ker "de facto" razpolaga še z rezervno armado delovne sile (brezposelnimi delavci), kar tudi pomeni, da ima na voljo več »rezervnih kandidatov«, če delavec zavrne pogoje. Mezdni delavec se bo po drugi strani našel v enaki situaciji pri drugem kapitalistu; ta bo ravno tako skušal minimizirati stroške, ki jih ima z delovno silo, tako kot prejšnji pa tudi ta kapitalist razpolaga z rezervno armado delovne sile. Razlike med delovnimi pogoji pri različnih kapitalistih tako niso odločilnega pomena.

### Vrednost delovne sile
Pri mezdnem delu je najpomembnejša opazka, da kapitalist delavcu ne plačuje njegovega dela, ampak njegovo delovno sposobnost; mezda ni vrednost dela, ki ga delavec opravi, ampak vrednost njegove delovne sile, ki v tej menjavi nastopa kot blago, na takšen način pa je določena tudi njena vrednost. Tako kot pri vsakem drugem blagu je vrednost delovne sile določena s količino dela, potrebnega za njeno reprodukcijo; ta je določena z naborom življenjskih potrebščin, ki jih delavec potrebuje, da ostane živ in zdrav, s tem pa tudi ohranja (reproducira) svojo delovno sposobnost.
Kaj spada pod »normalno« reprodukcijo, ni odvisno le od povsem fizioloških potreb delavca kot človeškega bitja (tukaj so upoštevani tudi podnebni vplivi), ampak tudi od razvitosti razrednega boja; kako veliko stanovanje je »ustrezno« za delavsko družino, ni toliko vprašanje preživetja kot takega, ampak vprašanja moči delavcev nasproti kapitalu. Pod »normalne« pogoje za reprodukcijo lahko spadajo tudi potrošne dobrine, ki v dani kulturi spadajo pod osnove dostojnega življenja (npr. alkoholne pijače in tobak). Upoštevati je treba še, da je mezdni delavec kot človek smrtno bitje; za trajno reprodukcijo delovne sile tako ni dovolj le vzdrževanje mezdnega delavca kot takega, ampak tudi njegovega potomstva (bodočih mezdnih delavcev).

#### Vrednost in cena delovne sile
Ker je delovna sila na trgu kot blago, zanjo veljajo ista nihanja v ceni kot pri vsakršnem drugem blagu; razmerje med ponudbo in povpraševanjem vpliva tudi na dejansko višino mezde (cene delovne sile). Nihanje med ponudbo in povpraševanjem pa ne izhaja iz demografskih sprememb (tj. sprememb v številu prebivalstva), ampak nasprotno izhaja iz nihanja povpraševanja kapitala po delovni sili. V času gospodarskega razcveta povpraševanje po delovni sili naraste, kar tudi vodi v dvig mezd. V času krize povpraševanje zaradi trgovskih zastojev pade, kar vodi v nižanje mezd; zaradi odpuščanj pride do povišanja brezposelnosti (ponudbe delovne sile), kar še dodatno prevesi razmerje v škodo delavcev.
Dodatni faktor, ki vpliva na ceno delovne sile, je njena kvalificiranost. Kvalificirana delovna sila je glede na nekvalificirano v boljšem položaju, saj je težje nadomestljiva; uvajanje novega delavca je daljše, poleg tega je tudi manjša ponudba delovne sile, ki ustreza pogojem (takšno omejevanje delovne sile je pogosta politika poklicnih združenj). Če kvalificirana delovna sila izgubi svoj status, pade tudi njen položaj. To se pogosto zgodi zaradi uvedbe novih strojev (in tehnologije nasploh), ki avtomatizirajo ali poenostavijo proces; podobno se to lahko zgodi z razdelitvijo kompleksnega dela na serijo enostavnih, medsebojno dopolnjujočih se nalog (npr. v manufakturah; takšen pristop je tudi značilnost taylorizma).
Na višino mezde vpliva še stopnja delavske organiziranosti, ki je eden izmed pomembnejših vzvodov mezdnega delavca nasproti kapitalu. Ena izmed osnovnih teženj kapitala je namreč zmanjševanje vseh stroškov, vključno s stroški delovne sile (tj. mezde in številu zaposlenih); izolirani in neorganizirani delavci se takšnemu pritisku redko uspejo upreti, postane pa to realno izvedljiv cilj z močnim sindikalnim gibanjem.

### Prilaščanje produktov mezdnega dela
V primeru kmečke in delavčeve privatne lastnine je na vprašanje, kdo naj si prilasti sadove njegovega dela, lahko odgovoriti; producent ima v lasti produkcijska sredstva, hkrati pa je tudi on tisti, ki je opravil vso delo, zato je tudi on tisti, ki si prilasti produkte svojega lastnega dela. Pri mezdnem delu to ne drži več. Mezdni delavec ni lastnik produkcijskih sredstev; produkcijski proces, v katerem sodeluje, v katerem oddaja svoje delo, je pod tujo oblastjo (oblastjo kapitalista). Rezultati dela tako ne ostanejo v rokah mezdnega delavca, ampak lastnika produkcijskih sredstev: kapitalista. S tem si kapitalist prisvoji tudi vso realizirano delo mezdnega delavca, saj je to delo neločljivo vezano na končni produkt.
Razlika med vrednostjo delovne sile in celotnim delom, ki ga ta delovna sila realizira, na tem mestu postane ključnega pomena. Vrednost delovne sile je namreč definirana glede na zahteve, vezane na njeno reprodukcijo; koliko dela ta delovna sila realizira, je pri tem  nepomembno. Kapitalist tako mezdnemu delavcu ne plača njegovega dela, ampak delovno silo. Ne plača mu dela, ampak mu plača v zameno, da delavec pride delat; delo, ki ga pri tem realizira, ostane v celoti kapitalistu. To razliko med realiziranim delom (novo ustvarjeno vrednostjo) in vrednostjo delovne sile (mezdo) kapitalist pospravi v svoj žep kot profit oziroma presežno vrednost.
To je pomembno za razumevanje kapitalistične družbe, saj dokazuje, da izkoriščanje delovne sile ni le priložnostno goljufanje, ampak obstaja tudi, če so izpolnjeni vsi zakoni blagovne menjave; presežna vrednost (in s tem izkoriščanje) obstajata tudi, če kapitalist plačuje »pravično mezdo« (tj. ob menjavi ekvivalentov), in to ravno zato, ker ne plačuje dela, ampak delovno silo.

## Posledice mezdnega dela
Opisane značilnosti mezdnega dela imajo za samega delavca dve posledici. Prvič: zaradi razlike med vrednostjo delovne sile (tj. mezde) ter vso vrednostjo, ki jo dejansko ustvari s svojim delom, pride do presežne vrednosti, ki mu jo kapitalist odtuji, ne da bi mu moral dati karkoli v zameno. Ta mehanizem, ki je ključen za normalno funkcioniranje kapitala (ker brez tega presežka ni kapital, ampak samo vrednost oz. zaklad), istočasno vodi do konflikta o razdelitvi produkta na potrebni (ki ostane delavcem) in presežni del (ki ostane kapitalistu). Drugič: zaradi kapitalističnega monopola nad produkcijskimi sredstvi je sam življenjski potek mezdnega delavca odvisen od potreb kapitala; od teh je, na primer, odvisno, ali bo sploh dobil zaposlitev ali pa bo nasprotno prisiljen v brezdelje in še slabši materialni položaj.
To vodi do sistemskega konflikta med delom in kapitalom; drugače rečeno, v razredni boj med buržoazijo in proletariatom. Sprva je ta omejen na vprašanje razmerja med potrebnim in presežnim produktom ter delovnim dnevom in ostalimi delovnimi pogoji (npr. varnosti pri delu, intenzivnosti dela...); v nadaljevanju boj preraste v vprašanje, kdo naj ima nadzor nad produkcijskimi sredstvi (tj. vprašanje privatne ali družbene lastnine).